# 伯克利 (伊利諾伊州)
伯克利（英語：Berkeley）是位於美國伊利諾伊州庫克縣的一個村落。

## 地理
伯克利的座標為41°53′12″N 87°54′38″W / 41.88667°N 87.91056°W，而該地最高點為海拔高度203米（即666英尺）。

## 人口
根據2010年美國人口普查的數據，伯克利的面積為3.63平方千米，當中陸地面積為3.63平方千米，而水域面積為0.00平方千米。當地共有人口5,209人，而人口密度為每平方千米1,434人。